# Élections générales namibiennes de 2014

Résultats par région de l'élection

Les élections générales namibiennes de 2014 se sont déroulées le 28 novembre 2014, regroupant l'élection présidentielle et les élections législatives.

## Élection présidentielle
Le candidat de l'Organisation du peuple du Sud-Ouest africain (SWAPO), Hage Geingob est largement élu en obtenant la grande majorité des voix (86,73 %). Il succède le 21 mars 2015 à Hifikepunye Pohamba qui après deux mandats ne se représentait pas.

## Élections législatives
Comme la présidentielle, les élections législatives sont marquées par la grande victoire de la SWAPO, parti qui dirige le pays depuis l'indépendance de 1990. À l'occasion de ces élections, le nombre de députés à élire passe de 72 à 96. 